# Kanton Montmarault
Der Kanton Montmarault war bis 2015 ein französischer Wahlkreis im Arrondissement Montluçon, im Département Allier und in der Region Auvergne. Er umfasste 16 Gemeinden, sein Hauptort (frz.: chef-lieu) war Montmarault. Die landesweiten Änderungen in der Zusammensetzung der Kantone brachten im März 2015 seine Auflösung.

## Gemeinden
| Gemeinde              | Einwohner Jahr | Fläche km² | Bevölkerungsdichte | Code INSEE | Postleitzahl |
| --------------------- | -------------- | ---------- | ------------------ | ---------- | ------------ |
| Beaune-d’Allier       | 294 (2013)     | –          | – Einw./km²        | 03020      | 03390        |
| Bézenet               | 1.006 (2013)   | –          | – Einw./km²        | 03027      | 03170        |
| Blomard               | 216 (2013)     | –          | – Einw./km²        | 03032      | 03390        |
| Chappes               | 209 (2013)     | –          | – Einw./km²        | 03058      | 03390        |
| Chavenon              | 126 (2013)     | –          | – Einw./km²        | 03070      | 03440        |
| Doyet                 | 1.224 (2013)   | –          | – Einw./km²        | 03104      | 03170        |
| Louroux-de-Beaune     | 180 (2013)     | –          | – Einw./km²        | 03151      | 03360        |
| Montmarault           | 1.501 (2013)   | –          | – Einw./km²        | 03186      | 03390        |
| Montvicq              | 728 (2013)     | –          | – Einw./km²        | 03189      | 03170        |
| Murat                 | 290 (2013)     | –          | – Einw./km²        | 03191      | 03390        |
| Saint-Bonnet-de-Four  | 208 (2013)     | –          | – Einw./km²        | 03219      | 03390        |
| Saint-Marcel-en-Murat | 140 (2013)     | –          | – Einw./km²        | 03243      | 03390        |
| Saint-Priest-en-Murat | 210 (2013)     | –          | – Einw./km²        | 03256      | 03390        |
| Sazeret               | 165 (2013)     | –          | – Einw./km²        | 03270      | 03390        |
| Vernusse              | 165 (2013)     | –          | – Einw./km²        | 03308      | 03390        |
| Villefranche-d’Allier | 1.342 (2013)   | –          | – Einw./km²        | 03315      | 03430        |

## Einwohner
| Bevölkerungsentwicklung | Bevölkerungsentwicklung |
| Jahr                    | Einwohner               |
| ----------------------- | ----------------------- |
| 1962                    | 8875                    |
| 1968                    | 9477                    |
| 1975                    | 8622                    |
| 1982                    | 8050                    |
| 1990                    | 8088                    |
| 1999                    | 8074                    |
| 2006                    | 8039                    |
| 2011                    | 7978                    |

## Politik
| Vertreter im conseil général des Départements | Vertreter im conseil général des Départements | Vertreter im conseil général des Départements |
| Amtszeit                                      | Name                                          | Partei                                        |
| --------------------------------------------- | --------------------------------------------- | --------------------------------------------- |
| 15. September 1991 – 29. März 2015            | Bruno Rojouan                                 | URB                                           |